# Komitet do Spraw Nauki i Postępu Technicznego
Komitet do Spraw Nauki i Postępu Technicznego przy Radzie Ministrów – kolegialny naczelny organ administracji państwowej działający w Polsce w latach 1985–1991, mający na celu wspierać rozwój prac naukowych i przyspieszać wdrażanie postępu naukowo-technicznego. Aparatem wykonawczym Komitetu był funkcjonujący w tym samym okresie Urząd Postępu Naukowo-Technicznego i Wdrożeń. W 1991 r. w miejsce tych struktur utworzony został Komitet Badań Naukowych oraz obsługujący go Urząd Komitetu Badań Naukowych.

## Utworzenie Komitetu
Komitet powołano na podstawie ustawy z 3 grudnia 1984 r. o utworzeniu Komitetu do Spraw Nauki i Postępu Technicznego przy Radzie Ministrów oraz Urzędu Postępu Naukowo-Technicznego i Wdrożeń.

## Zakres działania Komitetu
Komitet działał w zakresie programowania, organizowania, nadzorowania realizacji prac rozwojowych oraz badań naukowych służących bezpośrednio gospodarce narodowej i zapewniania efektywnego wykorzystywania osiągnięć naukowo-technicznych w praktyce gospodarczej. Komitet, we współdziałaniu z właściwymi organami, przygotowywał podstawowe założenia polityki naukowo-technicznej rządu.
Komitet, w zakresie realizacji polityki naukowo-technicznej państwa, koordynował działalność naczelnych i centralnych organów administracji państwowej. Komitet oddziaływał na programowanie badań i kształcenie wysoko kwalifikowanych kadr niezbędnych dla potrzeb gospodarki narodowej oraz inspiruje prace rozwojowe i wdrożeniowe.
Komitet w zakresie swego działania rozpatrywał i opiniował wnioski dotyczące założeń inwestycyjnych, stosowania instrumentów ekonomiczno-finansowych, zatrudnienia i płac, normalizacji, metrologii, wynalazczości i racjonalizacji, współpracy naukowo-technicznej z zagranicą oraz eksportu polskiej myśli naukowo-technicznej.

## Szczegółowy zakres działania Komitetu
Zgodnie z rozporządzeniem Rady Ministrów z 25 marca 1985 r. w sprawie szczegółowego zakresu i trybu działania Komitetu do Spraw Nauki i Postępu Technicznego przy Radzie Ministrów, jego Prezydium oraz Przewodniczącego Komitetu do zakresu działania Komitetu należały w szczególności sprawy:
- inicjowania, koordynowania i kontroli wdrażania i upowszechniania osiągnięć naukowo-badawczych w gospodarce narodowej,
- inicjowania oraz opiniowania kierunków i zakresu badań podstawowych mających istotne znaczenie dla postępu naukowo-technicznego,
- określania zasad tworzenia i znoszenia centralnych programów badawczych o podstawowym znaczeniu dla rozwoju społeczno-gospodarczego kraju,
- inicjowania i opiniowania zasad finansowania prac rozwojowych i wdrożeniowych wykonywanych na rzecz gospodarki narodowej,
- ustalania kierunków i instrumentów rozbudowy bazy materialnej służącej działalności badawczej oraz rozwojowej i wdrożeniowej dla potrzeb postępu naukowo-technicznego,
- inspirowania rozwoju systemu informacji w zakresie nauki, techniki i informatyki,
- dokonywania ocen dotyczących wykorzystania kadr naukowych, inżynieryjno-technicznych i innych, mających podstawowe znaczenie dla postępu naukowo-technicznego,
- upowszechniania osiągnięć naukowo-technicznych oraz oddziaływania na rozwój kultury technicznej w społeczeństwie,
- upowszechniania metod i technik służących poprawie efektywności postępu naukowo-technicznego, a w szczególności w zakresie realizacji polityki patentowej,
- inicjowania, oceniania i koordynowania współpracy naukowo-technicznej z zagranicą, w tym polityki licencyjnej i postlicencyjnej oraz eksportu osiągnięć naukowo-technicznych.

Do zakresu działania Komitetu należy ponadto inicjowanie i opracowywanie projektów aktów prawnych regulujących zasady działania i rozwoju placówek naukowo-badawczych oraz naukowo-technicznych, z wyłączeniem szkół wyższych i jednostek organizacyjnych Polskiej Akademii Nauk.

## Skład Komitetu
Zgodnie z ustawą powołującą Komitet w jego skład wchodzili:
- Przewodniczący,
- zastępcy Przewodniczącego,
- Sekretarz (wprowadzony ustawą z 27 kwietnia 1989 r.[3]),
- członkowie.

Przewodniczącym Komitetu był Prezes Rady Ministrów lub wyznaczony przez niego Wiceprezes Rady Ministrów, a od 28 kwietnia 1989 r. Minister-Kierownik Urzędu Postępu Naukowo-Technicznego i Wdrożeń (wprowadzony ustawą z 27 kwietnia 1989 r.).
Zastępcami Przewodniczącego byli:
- Minister-Kierownik Urzędu Postępu Naukowo-Technicznego i Wdrożeń jako I Zastępca Przewodniczącego, jeżeli nie pełnił funkcji Przewodniczącego,
- Minister Nauki i Szkolnictwa Wyższego, a od 24 października 1987 r. Minister Edukacji Narodowej (wprowadzony ustawą z 23 października 1987 r.[4]),
- Minister Przemysłu (wprowadzony ustawą z 23 października 1987 r.[4]),
- Zastępca Przewodniczącego Komisji Planowania przy Radzie Ministrów (do czasu zniesienia Komisji 1 stycznia 1989 r.[5]),
- Sekretarz Naukowy Polskiej Akademii Nauk.

## Prezydium Komitetu
W skład Prezydium Komitetu wchodzili początkowo Przewodniczący Komitetu i zastępcy Przewodniczącego Komitetu, a od 28 kwietnia 1989 r. również powołani przez Prezesa Rady Ministrów – Sekretarz Komitetu oraz członkowie Komitetu w liczbie nie większej od sześciu, w tym Minister-Kierownik Centralnego Urzędu Planowania, przedstawiciel Rady Głównej Nauki i Szkolnictwa Wyższego oraz przedstawiciel Naczelnej Organizacji Technicznej.

## Członkowie Komitetu
Członkami Komitetu były osoby powoływane przez Prezesa Rady Ministrów, na wniosek Prezydium Komitetu, spośród członków Rady Ministrów, kierowników urzędów centralnych, działaczy gospodarczych i społecznych, przedstawicieli nauki i techniki oraz organizacji naukowo-technicznych. W skład Komitetu wchodził również przedstawiciel Komitetu Obrony Kraju.

## Kierowanie Komitetem
Przewodniczący Komitetu kierował pracami Komitetu i jego Prezydium oraz reprezentował Komitet na zewnątrz. Przewodniczący Komitetu, na podstawie ustaw i w celu ich wykonania, wydawał rozporządzenia i zarządzenia oraz wykonywał w zakresie objętym ustawą, inne zadania nie zastrzeżone dla Komitetu i jego Prezydium.
Przewodniczący Komitetu w zakresie swojej właściwości:
- współdziałał z naczelnymi i centralnymi organami administracji państwowej oraz Polską Akademią Nauk,
- współdziałał ze stowarzyszeniami naukowymi i naukowo-technicznymi oraz przedstawicielstwami środowisk społecznych,
- zapewniał opracowywanie ekspertyz, ocen i wniosków dotyczących stanu nauki, techniki i postępu naukowo-technicznego[1].

## Zadania Prezydium Komitetu
Prezydium Komitetu:
- określało potrzeby w zakresie przygotowywania prognoz i ekspertyz dotyczących stanu nauki, techniki, wykorzystania kadr i upowszechniania postępu naukowo-technicznego,
- tworzyło i znosiło centralne programy badawcze o podstawowym znaczeniu dla rozwoju społeczno-gospodarczego kraju, po zasięgnięciu opinii Komitetu,
- dokonywało podziału wyodrębnionych centralnie środków finansowych przeznaczonych na działalność naukowo-badawczą oraz wdrożeniową,
- ustalało zasady zawierania porozumień i umów przez naczelne i centralne organy administracji państwowej z organizacjami badawczymi, szkołami wyższymi, przedsiębiorstwami państwowymi i innymi jednostkami gospodarki uspołecznionej i jednostkami gospodarki nie uspołecznionej oraz wzajemnie między nimi w sprawach realizacji programów i tematów prac badawczych i rozwojowych, wdrażania i upowszechniania postępu naukowo-technicznego,
- tworzyło warunki aktywizacji twórców nauki i postępu naukowo-technicznego oraz wykorzystywania w praktyce ich osiągnięć,
- przyznawało nagrody za szczególne osiągnięcia w dziedzinie nauki i postępu naukowo-technicznego, na zasadach i w trybie określonych w odrębnych przepisach,
- przedstawiało na kolejnych posiedzeniach plenarnych Komitetu informacje o decyzjach Przewodniczącego i Prezydium Komitetu[1].

## Zadania Komitetu na posiedzeniach plenarnych
Komitet na posiedzeniach plenarnych:
- rozpatrywał założenia polityki naukowo-technicznej państwa,
- rozpatrywał główne kierunki postępu naukowo-technicznego,
- opiniował zasady doskonalenia kadr technicznych,
- opiniował prognozy, projekty programów i planów dotyczących rozwoju nauki techniki i działalności ogólnotechnicznej, ze szczególnym uwzględnieniem potrzeb gospodarki narodowej,
- oceniał wyniki realizacji programów badawczych i rozwojowych oraz działalność wdrożeniową.
- rozpatrywał inne sprawy dotyczące postępu naukowo-technicznego i wdrożeń, a w szczególności projekty opracowywane przez Urząd Postępu Naukowo-Technicznego i Wdrożeń[1].

## Zniesienie Komitetu
Komitet do Spraw Nauki i Postępu Technicznego zniesiono na podstawie ustawy z 12 stycznia 1991 r. o Komitecie Badań Naukowych.

## Kierownictwo Komitetu
Przewodniczący Komitetu:
- Zbigniew Szałajda (28 grudnia 1984 r. – 14 października 1988 r.), Wiceprezes Rady Ministrów
- Mieczysław Rakowski (14 października 1988 r. – 2 sierpnia 1989 r.), Prezes Rady Ministrów
- Jan Janowski (12 września 1989 r. – 12 stycznia 1991 r.), Wiceprezes Rady Ministrów, Minister-Kierownik Urzędu Postępu Naukowo-Technicznego i Wdrożeń

I Zastępcy Przewodniczącego Komitetu:
- Konrad Tott (28 grudnia 1984 r. – 14 października 1988 r.), Minister-Kierownik Urzędu Postępu Naukowo-Technicznego i Wdrożeń
- Zbigniew Grabowski (14 października 1988 r. – 12 września 1989 r.), Minister-Kierownik Urzędu Postępu Naukowo-Technicznego i Wdrożeń

Zastępcy Przewodniczącego Komitetu:
- Edward Łukosz (1 stycznia 1985 r. – 22 listopada 1986 r.), Zastępca Przewodniczącego Komisji Planowania przy Radzie Ministrów
- Benon Miśkiewicz (1 stycznia 1985 r. – 24 października 1987 r.), Minister Nauki i Szkolnictwa Wyższego
- Zdzisław Kaczmarek (1 stycznia 1985 r. – 17 listopada 1988 r.), Sekretarz Naukowy Polskiej Akademii Nauk
- Józef Zajchowski (22 listopada 1986 r. – 1 stycznia 1989 r.), Zastępca Przewodniczącego Komisji Planowania przy Radzie Ministrów
- Henryk Bednarski (24 października 1987 r. – 14 października 1988 r.), Minister Edukacji Narodowej
- Jerzy Bilip (24 października 1987 r. – 14 października 1988 r.), Minister Przemysłu
- Jacek Fisiak (14 października 1988 r. – 12 września 1989 r.), Minister Edukacji Narodowej
- Mieczysław Wilczek (14 października 1988 r. – 12 września 1989 r.), Minister Przemysłu
- Roman Ney (17 listopada 1988 r. – styczeń 1990 r.), Sekretarz Naukowy Polskiej Akademii Nauk
- Henryk Samsonowicz (12 września 1989 r. – 12 stycznia 1991 r.), Minister Edukacji Narodowej
- Tadeusz Syryjczyk (12 września 1989 r. – 12 stycznia 1991 r.), Minister Przemysłu
- Leszek Kuźnicki (styczeń 1990 r. – marzec 1991 r.), Sekretarz Naukowy Polskiej Akademii Nauk
- Robert Głębocki (12 stycznia 1991 r. – marzec 1991 r.), Minister Edukacji Narodowej
- Andrzej Zawiślak (12 stycznia 1991 r. – marzec 1991 r.), Minister Przemysłu[7]